# Frida Leonhardsen Maanum
Frida Leonhardsen Maanum (* 16. Juli 1999 in Oslo, Norwegen) ist eine norwegische Fußballspielerin, die seit 2017 für die A-Nationalmannschaft und seit 2021 für Arsenal Women FC in der FA Women’s Super League spielt.

## Karriere

### Vereine
Maanum spielte ab 2014 für den norwegischen Zweitligisten Lyn Oslo, dabei in den ersten Jahren gelegentlich auch in der U16, U19 und 2. Mannschaft, die in der 2. Division (3. Liga) spielte. Nach einem 6. und 5. Tabellenplatz, gelang 2016 der zweite Platz und damit die Möglichkeit in der Relegation um einen Platz in der Toppserien zu spielen. Die beiden Spiele gegen den Vorletzten der Toppserien 2016 Medkila Idrettslag wurden aber verloren, so das Lyn in der 1. Division blieb. Maanum wechselte daraufhin zum Dritten der Toppserien Stabæk Fotball. Nach bereits acht Monaten wechselte sie noch während der laufenden Saison zum schwedischen Erstligisten Linköpings FC und wurde sofort schwedische Meisterin. Sie hatte dabei in sechs Spielen ein Tor erzielt. 2018 kam sie in allen 22 Spielen zum Einsatz und erzielte fünf Tore. Der Titel konnte aber nicht verteidigt werden, es reichte nur zum fünften Platz. Mit Linköping nahm sie auch erstmals an der UEFA Women’s Champions League 2017/18 teil und kam in vier der sechs Spiele im Sechzehntel-, Achtel- und Viertelfinale zum Einsatz. 2018/19 waren es nur drei Spiele, aber beim 6:1-Auswärtssieg gegen den ukrainischen Vertreter Zhytlobud-1 Kharkiv gelangen ihr ihre ersten beiden CL-Tore. Schluss war diesmal bereits im Achtelfinale, wo beide Spiele gegen Paris Saint-Germain verloren wurden.
Nach fünf Jahren in Schweden wechselte sie im Juli 2021 zum Arsenal Women FC. In der UEFA Women’s Champions League 2021/22 überstand sie mit Arsenal die Qualifikation und erreichte die erstmals ausgetragene Gruppenphase, in der sie hinter Vorjahressieger FC Barcelona Gruppenzweite wurden und die K.-o.-Runde erreichten. Dabei konnte sie dem Titelverteidiger das einzige Gegentor verpassen, verloren aber mit 1:4. Im Viertelfinale war dann gegen den VfL Wolfsburg Endstation, denn nach einem 1:1 im Heimspiel verloren sie in Wolfsburg mit 0:2. Für die Gruppenphase der UEFA Women’s Champions League 2022/23 qualifizierten sie sich durch ein 2:2 im Heimspiel und einen 1:0-Auswärtssieg gegen Ajax Amsterdam. In die Gruppenphase starteten sie mit einem 5:1-Auswärtssieg gegen Titelverteidiger Olympique Lyon, wozu sie auch ein Tor beisteuerte. Am Ende wurden sie Gruppensieger und standen damit wieder im Viertelfinale. Dort verloren sie zwar das Hinspiel in München gegen Bayern München mit 0:1, konnten aber das Rückspiel mit 2:0 gewinnen, wobei ihr das erste Tor gelang. Im Halbfinale schieden sie dann gegen den deutschen Meister VfL Wolfsburg nach einem 2:2 in Wolfsburg und einer 2:3-Heimniederlage nach Verlängerung aus.

### Nationalmannschaft
Maanum durchlief die norwegischen Juniorinnenmannschaften und nahm mit der U17-Nationalmannschaft an den beiden Qualifikationsrunden für die Europameisterschaft 2015 teil, die dann auch erreicht wurde. Dort schied sie aber nach der Gruppenphase aus. Im selben Jahr wurde ein neuer Anlauf gestartet und die Europameisterschaft 2016 erreicht. Dort wurde das Spiel um Platz 3 verloren und somit die U-17-Fußball-Weltmeisterschaft der Frauen 2016 verpasst. Mit der U19-Nationalmannschaft scheiterte sie dann trotz Heimvorteil in der zweiten Qualifikationsrunde für die Europameisterschaft 2017. Nach zwei Spielen für die U23-Mannschaft kam sie am 11. Juli 2017 beim letzten Testspiel vor der EM gegen Frankreich zu ihrem ersten A-Länderspiel, wobei sie der Startelf angehörte, jedoch nach 80 Minuten ausgewechselt wurde. Sie wurde dann mit nur einem Länderspiel als jüngste Spielerin für die EM nominiert. Im mit 0:1 verlorenen Eröffnungsspiel gegen den Gastgeber spielte sie von Beginn an, wurde jedoch in der 57. Minute ausgewechselt. Im zweiten Spiel, das gegen Belgien mit 0:2 verloren wurde, wurde sie nicht eingesetzt, kam dann jedoch im letzten Gruppenspiel gegen Dänemark beim Stand von 0:1 in der 56. Minute ins Spiel, konnte dem Spiel aber auch keine Wende mehr geben. Die Norwegerinnen blieben damit erstmals bei einer EM ohne Tor und schieden als Gruppenletzte aus.
Sie war ab dann Stammspielerin und eine von acht Spielerinnen die in der folgenden Qualifikation für die WM 2019 in allen acht Spielen mitwirkten. Am Ende wurden die Norwegerinnen vor Europameister Niederlande Gruppensieger. Ihren ersten Turniererfolg hatte sie 2019 mit dem Gewinn des Algarve-Cups, wobei sie aber nur einen 22-minütigen Kurzeinsatz beim 3:1 gegen China hatte. Am 2. Mai wurde sie als jüngste norwegische Spielerin für die WM 2019 nominiert, obwohl sie 2019 nur insgesamt 44 Minuten gespielt hatte. Bei der WM wurde sie in vier Spielen der Norwegerinnen eingewechselt und kam auf insgesamt 90 Einsatzminuten. Durch eine 0:3-Niederlage gegen England im Viertelfinale schied sie mit ihrer Mannschaft aus und verpasste damit auch die Olympischen Spiele 2020.
Am 3. September 2019 erzielte sie beim 2:1-Sieg im Freundschaftsspiel gegen England ihr erstes Länderspieltor zum zwischenzeitlichen Ausgleich.
In der Qualifikation für die EM 2022 wurde sie in allen sechs Spielen der Norwegerinnen eingesetzt. Da sie nach den sechs Spielen qualifiziert waren, fanden die letzten beiden Spiele, die wegen der COVID-19-Pandemie mehrfach verschoben worden waren und die keinen Einfluss mehr auf die übrige Qualifikation hatten, nicht mehr statt. Das entscheidende Tor zur Qualifikation gelang ihr am 27. Oktober 2020 zum 1:0-Endstand gegen Wales. In den ersten sechs Spielen der Qualifikation für die WM 2023 wurde sie immer eingesetzt und erzielte drei Tore.
Am 7. Juni 2022 wurde sie für die EM-Endrunde nominiert. Sie wurde in den drei Gruppenspielen eingesetzt, die mit einem 4:1-Sieg gegen EM-Neuling Nordirland begannen, wozu sie ein Tor beisteuerte. Danach mussten sie gegen England mit 0:8 die höchste Niederlage ihrer Länderspielgeschichte hinnehmen. Durch eine 0:1-Niederlage, die erste überhaupt gegen Österreich, verpassten sie als Gruppendritte die K.-o.-Runde.
Im ersten Spiel nach der EM, dem entscheidenden Spiel um den Gruppensieg in der Qualifikation für die WM 2023 gegen Belgien gehörte sie der Startelf an und gewann mit ihrer Mannschaft mit 1:0, womit sich die Norwegerinnen für die WM qualifizierten.
Am 19. Juni 2023 wurde sie für die WM-Endrunde nominiert, wurde in jedem der vier Spiele ihres Teams eingesetzt und schied mit der Mannschaft im Achtelfinale gegen die Japanerinnen aus.
Da erstmals das Abschneiden bei der WM für die europäischen Teams nicht entscheidend für die Qualifikation zu den Olympischen Spielen 2024 war, hatten die Norwegerinnen noch die Chance sich über die UEFA Women’s Nations League 2023/24 für die Spiele in Paris zu qualifizieren. Die Norwegerinnen konnten aber nur ein Spiel gewinnen und verpassten als Gruppendritte nicht nur das Final Four Turnier, bei dem um zwei Olympiatickets gespielt wurde, sondern mussten auch in die Relegation, die sie aber gegen Kroatien mit 3:0 und 5:0 erfolgreich abschlossen. Frida kam in allen Gruppenspielen und den beiden Play-off-Spielen zum Einsatz und erzielte dabei drei Tore.
Am 16. Juni 2025 wurde sie für die Endrunde der EM 2025 nominiert. Sie wurde in den Gruppenspielen und im Achtelfinale eingesetzt. In diesem schieden die Norwegerinnen gegen die Italienerinnen durch ein Last-Minute-Gegentor aus. Im dritten Gruppenspiel hatte sie gegen Island die Tore zum 3:1- und 4:1-Zwischenstand erzielt (Endstand: 4:3).

## Privates
Ihre langjährige Lebenspartnerin ist die schwedische Fußballspielerin Emma Lennartsson.

## Erfolge
- Schwedischer Meister 2017
- Algarve-Cup-Sieger 2019 (ohne Einsatz im Finale)
- Englischer Liga-Pokalsieger 2022/23, 2023/24
- UEFA-Women’s-Champions-League-Siegerin 2024/25